# Irischer Wolfshund
Der Irische Wolfshund oder englisch Irish Wolfhound (irisch: cú faoil [ˈkuː ˈfˠiːlʲ]) ist eine von der FCI anerkannte Hunderasse aus Irland (FCI-Gruppe 10, Sektion 2, Standard Nr. 160).

## Herkunft und Geschichtliches
Der genaue Ursprung des Irischen Wolfshundes ist nicht bekannt. Archäologische Funde beweisen, dass es große windhundartige Hunde von über 70 cm schon um 700 v. Chr. in Irland, England und Wales gegeben hat. Die Rasse wird auch in altrömischen Quellen erwähnt. So bedankt sich Quintus Aurelius Symmachus 391 n. Chr. in einem Brief für die ihm übersandten sieben irischen Hunde, die bei den Vorstellungen und Spielen in Rom für großes Aufsehen gesorgt hatten, und schreibt: „Ganz Rom sah sie mit Erstaunen und stellte sich vor, sie müssten in Eisenkäfigen hier hergebracht worden sein.“
Der Irische Wolfshund hatte seine erfolgreichste Zeit im antiken und mittelalterlichen Irland vor der Einführung von Feuerwaffen und wurde zur Jagd auf Wölfe und anderes Großwild eingesetzt. Sein Besitz war damals dem Hohen Adel vorbehalten. Berichte über große Windhunde aus Irland tauchen in diversen alten Sagen auf, unter anderem auch in der folgenden Form:

„Ich möchte Dir einen Rüden darreichen, den ich aus Irland bekam. Er hat riesige Gliedmaßen und ist als Begleiter einem kampfbereiten Manne gleichzusetzen. Darüber hinaus hat er den Verstand eines Menschen, und er wird deine Feinde anbellen, niemals aber deine Freunde. Er wird es einem jeden Menschen vom Gesicht ablesen, ob er gegen dich Gutes oder Schlechtes im Schilde führt. Und er wird sein Leben für dich lassen.“

Im 16. und 17. Jahrhundert war er in England weit verbreitet und wurde hauptsächlich zur Jagd auf Wölfe und zur Bärenjagd eingesetzt. Das Aufkommen von Feuerwaffen führte schließlich zur Ausrottung des Wolfes in England und Irland, wodurch der Wolfshund keinen speziellen Zweck mehr zu erfüllen hatte und immer seltener wurde. Mitte des 17. Jahrhunderts erließ Oliver Cromwell ein Ausfuhrverbot aus Irland, um den letzten Bestand zu retten.

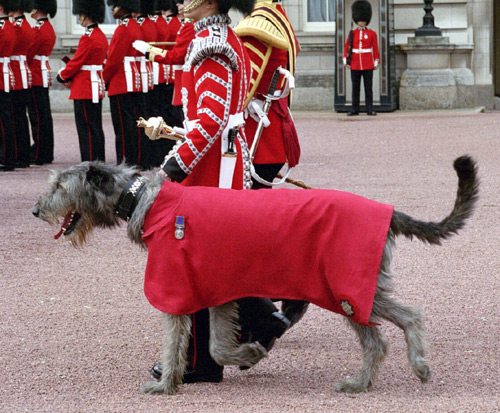
Irischer Wolfshund als Maskottchen der Irish Guards

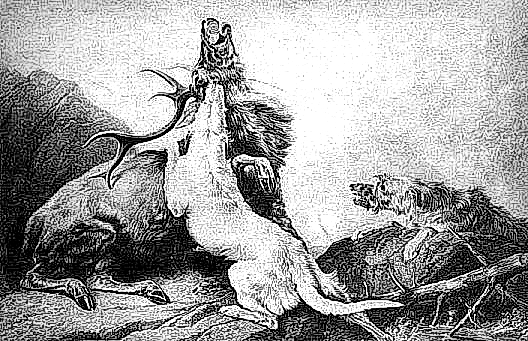
Die Jagd

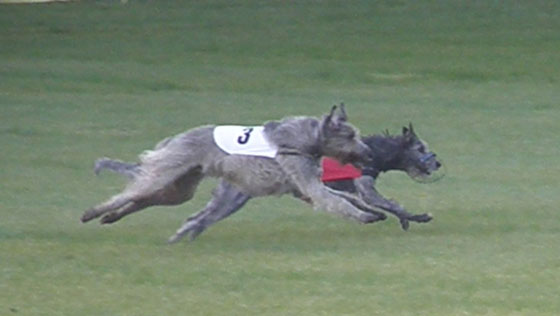
Zwei Irische Wolfshunde beim Coursing mit Renndecken und Maulkorb

Mitte des 19. Jahrhunderts nahm sich der Schotte Capt. George Augustus Graham der Rasse an, legte einen Rassestandard fest und kreuzte die wenigen noch lebenden Exemplare mit Deerhounds, Doggen, Barsois und einigen anderen Rassen. Daraus entstand der Irish Wolfhound, wie wir ihn heute kennen.
Nachdem der Bestand der Rasse zwischen 1860 und 1914 zugenommen hatte und auch einige Exporte von Zuchttieren auf den europäischen Kontinent und nach Nordamerika erfolgt waren, wurde die Anzahl der Hunde durch die Nahrungsmittelknappheit und -rationierung im Ersten Weltkrieg stark verringert. In der Zwischenkriegszeit folgte eine Erholung des Bestands, die Zucht dehnte sich zum Teil auch auf Kontinentaleuropa aus, wobei die meisten Würfe nach wie vor auf die Britischen Inseln und Nordamerika fielen. Der Zweite Weltkrieg hatte erneut einen Einbruch der Population zur Folge, auf dem europäischen Kontinent erlosch sie vollständig. Nach dem Zweiten Weltkrieg bis in die 1960er Jahre erholte sich die Population nur langsam, wobei sich die Zucht nach wie vor zum größten Teil im angelsächsischen Raum konzentrierte. Seit etwa 1965 ist weltweit ein exponentieller Anstieg der Zuchtpopulation zu beobachten, seit den 1970er Jahren wird die Rasse auch in Kontinentaleuropa zunehmend häufiger gezüchtet.

## Beschreibung
Die im Standard geforderte Mindest-Schulterhöhe beträgt bei Rüden 79 cm und bei Hündinnen 71 cm. Bei Rüden wird eine durchschnittliche Schulterhöhe von 81 bis 86 cm angestrebt, wenige erreichen eine Schulterhöhe von über 100 cm. Er gilt als die größte Hunderasse der Welt. Sein Haar ist rau und hart. Die Standardfarben sind grau, gestromt, rot, schwarz, reinweiß, rehbraun oder jede beim Deerhound vorkommende Farbe. Seine kleinen Ohren werden greyhoundartig getragen und als Rosenohren bezeichnet.

## Verwendung
Der Irische Wolfshund ist ein sanftmütiger Riese und deshalb trotz seiner imposanten Größe hauptsächlich ein Familienhund. Seinen Ursprung als Windhund für die Jagd kann er beim Geländerennen (Coursing) oder auf der Rennbahn bei Windhundrennen ausleben.

## Gesundheitliches
Wie die meisten Riesenrassen haben auch Irische Wolfshunde im Vergleich zu kleinen Hunden eine kürzere Lebenserwartung – in der Literatur sind Durchschnittsalter zwischen 6,5 und 10 Jahren zu finden, wobei die wenigen zum Thema vorhandenen wissenschaftlichen Arbeiten das Durchschnittsalter eher im unteren Bereich dieser Marge ansiedeln.
Einer Studie (Egenvall 2005) zufolge werden 72 Prozent aller Wolfshunde mindestens 5 Jahre alt, 37 Prozent werden 8 Jahre alt, und nur 9 Prozent aller Wolfshunde werden 10 Jahre oder älter.
Aufgrund ihres allgemein eher stoischen Wesens können Wolfshunde auch schmerzhafte Krankheitssymptome lange Zeit unterdrücken. Das hat zur Folge, dass Krankheiten oft erst in einem fortgeschrittenen Stadium erkannt werden, was in vielen Fällen die Heilungschancen verschlechtern kann.
Daneben existieren in der Rasse verschiedene Erbkrankheiten und zumindest teilweise erbliche Dispositionen. Die häufigsten davon sind:
- Dilatative Kardiomyopathie[6]
- Osteosarkom (Knochenkrebs)
- Magendrehung
- Portosystemischer Shunt (intrahepatisch)
- Osteochondrose

In der veterinärmedizinischen Literatur sind als weitere Erbkrankheiten und Dispositionen beschrieben:
- Epilepsie[7]
- Rückenmarksembolien[8]
- Primäre Ciliäre Dyskinesie/Rhinitissyndrom[9][10]
- Progressive Retinaatrophie[11]
- Von-Willebrand-Krankheit[12]
- Calcinosis circumscripta[13]

Gelegentlich wird Hypothyreose (Unterfunktion der Schilddrüse) als Rasseproblem erwähnt. Allerdings haben Irische Wolfshunde laut der Veterinary Medical Database der Purdue University im Vergleich zur gesamten Hundepopulation ein um zwei Drittel geringeres Risiko, an dieser Krankheit zu erkranken.
Wie alle Windhunde haben Irische Wolfshunde eine im Vergleich zu anderen Hunden geringere Toleranz für Anästhetika. Die Dosen sind entsprechend zu reduzieren.

## Zum Namen
Das Wort Wolfshund wird beim Irischen Wolfshund im Deutschen mit s geschrieben. Anders beim Tschechoslowakischen Wolfhund, wo Wolfhund ohne s geschrieben wird, der Grund ist laut FCI folgender:
- Wolfshund (mit s) ist ein Hund, der Wölfe jagt oder der wolfsfarben ist, z. B. der Wolfsspitz
- Wolfhund (ohne s) ist eine Rasse, bei der in neuester Zeit wieder ein Wolf eingekreuzt wurde, wie z. B. der Tschechoslowakische Wolfhund.

In der deutschsprachigen Literatur findet sich des Öfteren auch die pseudoenglische Form Irish Wolfshound. Im Englischen wird der Irish Wolfhound jedoch ohne s geschrieben.